# Мукина
Му̀кината (Sorbus aria) е дърво високо до 15 m или храст 4 – 9 m; клонките са гладки, около пъпките леко овласени; пъпките са лепкави; листата ненадиплени, просто или двойноназъбени, закръгленояйцевидни или широкоелиптични, до 14 cm, отгоре лъскави и голи, отдолу бяло наплъстени; цветовете събрани в овласени щитовидни съцветия; плодовете до 1,5 cm тъмночервени до оранжеви с дребни точици (лещанки); среща се в долния и средния пояс до 1600 m.
- Млади листа
- Цвят
- Листа и плодове